# Dogrib
Els dogrib, thlingchadinne o Tli Cho (Tłı̨chǫ) són una tribu índia na-dené, el nom de la qual volia dir "gent descendent del gos", puix que, segons una llegenda seva, eren descendents d'un mític home-gos, raó per la qual els britànics els anomenaren dog-ribs "Costelles de gos".

## Localització
Vivien a la taiga als marges dels llacs Great Bear i Great Slave, als Territoris del Nord-oest (Canadà).

## Demografia
El 1856 eren 927 individus, i el 1906 augmentaren a 1.150. El 1970 eren uns 1.200 individus. El 1990, però, es comptaven 2.500 indis. Segons el cens canadenc del 2001, hi ha havia 3.548 individus en els Territoris del Nord-oest, repartits a les reserves Dog Rib Rae (2.526 h), Dechi Laot'i (156 h), Gameti (313 h) i Wha Ti (553 h)

## Costums
Caçaven caribús amb llances i trampes, i també pescaven. Vivien en teepees coberts de pells, i durant els durs hiverns de la regió habitaven cases de fusta cobertes d'escorça.
La seva organització social era molt independent, es dividien en nombroses bandes aïllades amb territori de cacera propi, com la majoria de llurs veïns. La dona gaudia d'un estatus social millor que en els tribus dels voltants, però els ancians i els malalts sovint eren abandonats o bé castigats a morir sols.
Adobaven pells de caribú, animal del qual ho aprofitaven tot, i empraven l'orina per eliminar l'excés de greix a la pell, una tècnica copiada dels chippewyan. Les dones vestien una pell fumada de caribú cosida amb els tendons, i decorada amb canó de ploma i un cinturó de plomes blanques i vermelles. També hi feien mitges amb forma de tub. Per la seva banda, els homes duien un coll militar i un abric amb caputxa, influït pels cree i inuit.

## Història
Tradicionalment han estat enemics dels cree, chippewyan i dels tatsanottine. Foren visitats per Dobbs el 1744 i La Potherie el 1753. No comerciaren amb els francesos per odi als cree. El 1933 iniciaren la traducció de l'evangeli a la seva llengua, Elizabeth Mackenzie i Mary Siemens, influïts per Louis Ayah, predicador hare. El membre més destacat de la tribu ha estat l'escriptor Richard van Camp.